# Rio Marinho
Rio Marinho é um bairro localizado na região 7 do município de Cariacica,Espírito Santo, Brasil.